# Spånga gymnasium
Spånga gymnasium är en kommunal gymnasieskola i stadsdelen Solhem i nordvästra Stockholm.

## Historia
Skolan startade 1928 som Spånga högre folkskola. 1 januari 1932 ombildades den till en kommunal mellanskola och 1951 till en samrealskola. 1956 tillkom ett kommunalt gymnasium. Efter att denna blivit statlig 1961 fick skolan namnet Spånga statliga allmänna gymnasium och realskola (Spånga läroverk). 1966 kommunaliserades skolan som 1967 fick namnet Spånga gymnasium.
Det nuvarande skolhuset byggdes 1945 och byggdes ut 1954 och 1964, arkitekter var Gunnar Wejke och Kjell Ödéen.
Våren 1960 anordnades den första studentexamen. Samtliga abiturienter godkändes.
Vid reformen på 1960-talet ersattes realskolan med grundskolans högstadium genom att den gamla folkskolan Solhems skola införlivades med organisationen. Unikt för skolan är att kombinationen gymnasium - högstadium har behållits. Därmed blev skolan den enda i Stockholm med både förskola, grundskola och gymnasium.
1964 anordnades realexamen för sista gången. Parallellt med realskolans avveckling infördes grundskolans högstadium. 1967 bytte skolan namn till Spånga gymnasium.
1970 togs den nya gymnastikhallen i bruk.
1988 kompletterades skolan med låg- och mellanstadierna i Solhemsskolan. Skolan blev då vertikal i ordets vida bemärkelse. Solhemsskolans två hus anses av många vara de vackraste skolhusen i Stockholm.
Sedan 1 januari 2008 är  Spånga gymnasium och grundskola uppdelade på två separata skolenheter från 2011 med var sin rektor: Spånga gymnasium och Spånga högstadium.

## Verksamhet
Till gymnasieskolan hör ett djurhus med tillhörande ladugård. De elever som går på Naturbruksprogrammet får där lära sig att handskas med djuren på ett korrekt sätt. Vidare erbjuder Spånga gymnasium Naturvetenskapsprogrammet, Språkintroduktionsprogrammet (för nyanlända ungdomar), Yrkesintroduktion mot naturbruk med specialpedagogisk profil, samt två av gymnasiesärskolans program: Skog, mark och djur respektive Fastighet, anläggning och byggnation. 
Föreningen Spånga Elever ordnar årligen träffar för gamla avgångselever samt delar ut stipendier.

### Djurvårdsinstitutionen
Under Owe Sandströms ledning började uppbyggnaden av skolans djurvårdsinstitution under 1970-talet. Owe Sandström var både lärare och kläddesigner. Från och med läsåret 1984/85 utbildades elever till djurvårdare utanför animalieproduktionen, det vill säga djurvårdare för sällskapsdjur i djurpark, djursjukhus med mera på en tvåårig specialkurs. Nu har denna utbildning övergått till Naturbruksprogrammet och utbildningen är treårig.